# Pleurotomella siberutensis
Pleurotomella siberutensis é uma espécie de gastrópode do gênero Pleurotomella, pertencente a família Raphitomidae.